# 43
Cette page concerne l'année 43  du calendrier julien. Pour l'année 43 av. J.-C., voir 43 av. J.-C. Pour le nombre 43, voir 43 (nombre).
L'année 43 est une année commune qui commence un mardi.

## Événements
- Janvier-mai : expédition chinoise pour réduire la révolte du fleuve Rouge[1], menée par le général chinois Ma Yuan. Suicide des sœurs Trung. Le Vietnam devient une province chinoise.

- Conquête de la Lycie en Asie Mineure par les Romains sous l'empereur Claude, qui est réunie à la province de Pamphylie. Les Romains contrôlent maintenant tout le rivage méditerranéen[2].
- Début de la première guerre de Grande-Bretagne (fin en 47). Aulus Plautius, accompagné de Vespasien débarque à Rutupiæ en Bretagne insulaire avec quatre légions pour soutenir le roi des Atrébates Verica contre les Catuvellauni. Il traverse le Kent, bat les Bretons sur la Medway, puis passe la Tamise à Londres et, rejoint par Claude vers la fin de l'année, détruit la capitale des Catuvellauni Camulodunon. Leur roi Togodumnus est tué et son frère Caratacos doit fuir au Pays de Galles. Vespasien conquiert méthodiquement les forteresses du sud des îles britanniques, notamment le Maiden Castle, peut-être jusqu'à Exeter (Isca)[3]. Claude rentre rapidement à Rome pour célébrer son triomphe[2]. Le sud de la Bretagne est organisé en province romaine avec Camulodunon pour capitale.
- Un édit de Claude applique la peine de l'homicide au maître qui tue son esclave infirme ou malade. Ceux qui sont exposés dans l'île Tibérine, dédiée à Esculape, seront libre s'il recouvrent la santé[4].
- Selon un recensement ordonné par l’empereur Claude et rapporté par le chroniqueur syrien Bar Hebraeus, 6 944 000 Juifs vivent alors dans l’Empire romain. Selon l’historien Salo Wittmayer Baron deux millions vivent en Palestine, quatre millions dans le reste de l’Empire (Syrie, l’Asie Mineure, et l’Égypte), deux millions en Babylonie[5].

## Décès en 43
- Julia, fille de Julius Caesar Drusus.